# 今井重幸
今井 重幸（いまい しげゆき、1933年1月4日 - 2014年1月4日 ）は、日本の現代音楽作曲家、舞台演出家、構成作家。別名にまんじ 敏幸（まんじ としゆき）、島 敏幸（しま としゆき）。

## 概略
純音楽や歌曲の作曲活動だけでなく、映像音楽、劇音楽、舞踊音楽などにも多くの作品を残す一方、まんじ敏幸の別名で舞台・演劇の構成作家や演出を手がけ、劇団を創設した。さらに島敏幸のペンネームで歌曲の作詞をするなど、ジャンルを超えた幅広い芸術活動を精力的に展開してきた。その間、ヨネヤマ・ママコ、三条万里子、土方巽、小松原庸子らを指導し、世に送り出した。また、土方巽や“舞踏（BUTOH）”の命名者としても知られる。

## 経歴

### 伊福部昭との出会いまで
1933年（昭和8年）、東京市（現・東京都）杉並区阿佐谷にて、外交官の今井重夫、ひさの次男として生まれる。のちに父・重夫がアメリカ、サンフランシスコ総領事館の領事になったのを機に、重夫はひさとともにアメリカに渡るが、重夫・ひさ夫妻は「子供たちは日本人だから、日本で教育を受けるべきだ」との教育方針を貫き、今井を含む2人の子供を東京の親戚宅に預けた。今井の妹は両親のサンフランシスコ滞在時代に誕生した。
今井は小学3年時前後から我流で曲作りを始めた。そのきっかけは、1940年（昭和15年）の父・重夫の母（今井の祖母）の逝去にある。重夫は公務のため葬儀に臨むことができず、ひさが代理でサンフランシスコから日本に一時帰国することになった。その際、東京に送った荷物の中に重夫がアメリカで購入したアップライト・ピアノがあった。小学2年生、8歳時の今井は、物珍しさもあって自宅の応接間に据えられたそのピアノを玩具代わりに弾き戯れた。やがて音を鳴らしているうちに、即興で曲を作るようになっていったという。
1945年（昭和20年）、12歳。戦争が激しくなり、父親の実家がある新潟県高田市（現・上越市）西城町に疎開する。新潟県立高田中学校（現・新潟県立高田高等学校）に入学し、柔道部に入部する（この時期の同校には、政府による軍事教育の指針に従って柔道部、剣道部、銃剣術部の3つしかなかったという）。芸術とは無関係な部活動だったが、当時の今井は実年齢よりも大人びた風貌と体躯を持っていたため、「柔道そのものが苦になることはなかった」と述懐している。
1946年（昭和21年）、13歳。独学で本格的に作曲を始める。同年、イーゴリ・ストラヴィンスキーの『春の祭典』をラジオの進駐軍放送で聴いて衝撃を受ける。同年、旧制東京都立青山中学校（現・東京都立青山高等学校）に転校。週1、2回、同校に非常勤講師として来ていた声楽家の畑中良輔の授業を受け、さらに畑中に個人レッスンを受けるために彼の自宅に通う。2年生のとき、青山中学でクラブ活動が解禁されたのを機に、自ら音楽部を創設する。同部では編曲・指揮のほか、合唱団を組織し、他校の音楽部との合同演奏会を企画するなどの活動を行なう。今井のプロデューサーとしての才能の萌芽がここに見出せる。
その頃、1年先輩でラグビー部に所属していた池野成をピアノ伴奏役に抜擢した。今井と池野との交友はその後58年にも及んだ。また、5年上の小杉太一郎（のちの作曲家）や、同校で演劇部を創設した1年上の小池朝雄（のちの文学座俳優）とも友好を深めた。小池とは青山中学時代にすでに演劇作品の劇音楽で組んでいる。
1947年（昭和22年）、14歳。エドガー・ヴァレーズの『イオニザシオン』（1931年作）を進駐軍放送で聴いたのをきっかけに、さらに創作意欲が高まり、作曲家を志すことを決意する。父・重夫は今井の作曲家志望を黙認したが、母・ひさは「河原乞食の真似事などして」と大反対だったという。
1948年（昭和23年）、15歳。青山中学の恩師・畑中良輔の奨めを受け、東京音楽学校（現東京藝術大学）選科に入学する。青山高校に通いながらの登校だった。同校では石桁眞禮生の指導のもと、和声や対位法など作曲の基礎を学ぶ。また、この頃から総合芸術としての演劇・舞踊に興味を掻き立てられ、ソシエテ・デ・ザール（劇作家の内村直也を中心とし、フランス文学者や劇作家・小説家の顔も持っていた梅田晴夫ほか、鎌倉アカデミアからの流れを持つ若者たちが集まった演劇研究会）に出入りするようになり、演劇と演出の勉強にも励んだ。
1949年（昭和24年）、16歳。『チェロ・ソナタ』を書き上げて、毎日音楽コンクールに応募するが、落選する。これが今井の楽壇デビュー作品にあたる。
1950年（昭和25年）、17歳。『交響詩「狂人の幻影」』をNHK管弦楽コンクールに応募する。またもや落選の憂き目に遭ったが、同作品のスコアを見た伊福部昭が今井に興味を抱いたことから、伊福部の謦咳に接する機会を得た。同年暮れに上演された江口隆哉・宮操子舞踊団の『プロメテの火』を観覧して大きな衝撃と感動を受けた。その舞踊音楽を作曲した伊福部昭はすでに憧れの作曲家であった。その際、2人を引き合わせたのが、今井の終生の友である池野成だった。伊福部の音楽論、創作理念、その人間味、スケールの大きさに心酔した今井は、鋭意決断して伊福部の一門弟となり、池野成、小杉太一郎、松村禎三、三木稔、原田甫らとともに伊福部の映画音楽制作を手伝うようになった。この伊福部と今井の師弟関係は終生変わることなく、2006年（平成18年）の伊福部の逝去まで続き、2月14日、東京・桐ヶ谷斎場で執り行なわれた伊福部の告別式では、松村禎三とともに葬儀委員長を務めた。
音楽家としての基礎を身につけた後、1950年代から本格的な創作活動を開始し、以来1990年代中期に至るまで、数々のテレビ向け音楽作品、演劇・舞踊向け音楽作品、純音楽作品、歌曲作品を送り出す一方、演劇（「まんじ敏幸」名での構成作家、演出家）やフラメンコ など、幅広い分野で創作活動を展開、数多くの業績を残した。今井重幸（まんじ敏幸）の名は、旧来の楽壇主流派から見れば一種アヴァンギャルドな存在に映ったものと推察されるが、新たな芸術表現を求めるアーティストの間で広く知れ渡っていった。こうした既存のセオリーやジャンルにとらわれない自由闊達な今井の芸術活動を支えた根幹は、まさに以上のようなデビュー前（ピアノと戯れながら自然に作曲し始めた幼少期、自らの興味におもむくままにさまざまな芸術表現との関わりを持った学生時代など）に培われたと考えられる。

### テレビ作品での仕事
NHKのテレビジョン放送開始と同時に影絵劇・人形劇の制作スタッフとして加わり、劇音楽を担当した。NHKのテレビ本放送開始以前、今井はすでに演劇・影絵劇・人形劇の劇音楽を書いており、同局が教育番組で今井の活動を取り上げたことが縁となった。学生時代から純音楽を中心に自己の音楽性に磨きをかける一方で、演劇や映像に対しても総合芸術という観点から大いに興味を抱いていた今井だっただけに、テレビ放送という、当時最先端の表現メディアに創作の場を求めたのは自然な流れだったのかもしれない。
- 1953年（昭和28年）、20歳。『蜘蛛の糸』（NHK / 芥川龍之介原作）、『杜子春』（NHK / 芥川龍之介原作）の劇音楽を担当する。
- 1954年（昭和29年）、21歳。『山寺の和尚さん』（日本テレビ / 江上フジ原作）などの劇音楽を作曲する。
- 1955年（昭和30年）、22歳。『ビルマの竪琴』（NHK / 竹山道雄原作 / 芸術祭参加作品）、『宝島』（NHK / ロバート・ルイス・スティーヴンソン原作）などの劇音楽を書く。
- 1956年（昭和31年）、23歳。『アラジンと不思議なランプ』（NHK / アラビアン・ナイトより）、『走れメロス』（NHK / 太宰治原作 / 芸術祭参加作品）などの劇音楽を手がける。
- 1963年（昭和39年）、30歳。『世界の裏窓（裏から見た世界旅行）』（TBS）のプロデューサー兼ディレクターを務める。前述のソシエテ・デ・ザール時代の人脈により、テレビ番組を制作するプロダクションから依頼されてのことだった。これは、「名所旧跡や観光地ではない、素顔のヨーロッパ、アメリカを紹介する」というコンセプトで作られたドキュメンタリー番組。日本人の海外渡航が解禁され、パッケージツアーが本格化するのが1965年（昭和31年）であることを考慮すると、当時としてはかなり画期的内容だったのではないかと推察される。今井は、約半年間、ヨーロッパ各国（オランダ、オーストリア、ドイツ、スペインなど）で旺盛な撮影取材を行なった。その間、余暇をみはからって演奏会やバレエ公演などに足繁く通い、芸術家としての見聞を広めていった。アメリカで同番組の取材を終えたのちも独り同国に残り、そのまま単身ニューヨークにおもむいてエドガー・ヴァレーズの門を叩き、師事することになった。中学時代に出会って深い感動を覚えた『イオニザシオン』の作曲家ヴァレーズのもとで今井はさらに多くのことを吸収していった。「とりわけ、創造に対する既成概念からの脱却と、技法における実験精神を学んだ」と語る。このニューヨークでの修行は約1年近く続いた。

### 演劇、舞踏作品での仕事
早くから演劇や踊りという表現形態に強い創造意欲を掻き立てられていた今井は、純音楽の作曲と並行して舞台演出や演劇音楽の作曲活動にも進出していった。すべての芸術の要素を結集して新しい総合芸術運動を舞台で表現したい、という欲望からだった。その際、舞台演出家・構成作家として名乗ったのが、「まんじ敏幸」という別名だった。当時は芸術のジャンルが綿密に分けられていたことから、作曲家が舞台演出等に関わると無用な誤解を受ける事例があった。それを避けるため、また日本の芸術界のセクショナリズム主義者に説明するのが億劫となって、1963年（昭和38年）、フランツ・カフカ原作の『Der Prozess（審判）』の演出からこの別名を用いた。このような活動を通じて今井はパントマイムのヨネヤマ・ママコ、モダン・ダンスの三条万里子、舞踏家（暗黒舞踏家）・振付師の土方巽を指導し、世に紹介した。石井漠、ノイエタンツ、江口隆哉・宮操子の流れを汲み、舞踏界の発展に寄与し100歳を超えても第一線で活躍を続けた大野一雄（江口隆哉・宮操子舞踊団で助教師をし、舞踊団の若手と創作活動に従事していた頃、今井と出会い、たがいに共感して舞台作品を共作した）や、本場スペインでのフラメンコ修行からスタートし、全く新しい独自の境地を切り拓いた創作舞踊家・長嶺ヤス子などとも今井は企画・演出・プロデューサーとして舞台の創作活動を共にした。
- 1952年（昭和27年）、19歳。『Dance Tripique Bactèries（「細菌」三章）』（二瓶博子舞踊団）の舞踊音楽を作曲。
- 1954年（昭和29年）、21歳。『独楽』（佐藤祐子舞踊団）の舞踊音楽を作曲。『Ballet “Pinocchio”（ピノキオ）』（横山はるひバレエ団）の舞踊音楽を作曲。『蜘蛛の糸』（江口隆哉・宮操子舞踊団）の舞踊音楽を作曲。
- 1955年（昭和30年）、22歳。『Dance Suite“Oedipus”（オイディプス）』（伏屋順二舞踊団）の舞踊音楽を作曲。この年、今井は舞台・舞踊界で尖端的な活動を精力的に行なっている新進芸術家たちと組んで「現代舞台芸術協会」を設立した。舞踊・音楽・演劇という境界を超越する総合的芸術運動を起こし、流派や系統に縛られずに大同団結を目指すことを理念とし、新進舞踊家の育成と発表の場も眼下に据えたグループである。そこを拠点とし、従来の枠組みにとらわれない、前衛的で新趣向に富んだ舞台芸術の創作に没頭していく。

実は今井は1950年（昭和25年）頃から、豊川稲荷（豊川稲荷東京別院）の近くにあった赤坂芸術村（通称“赤坂村”）へ、江田和雄（劇団人間座の創立者で茗荷谷の林泉寺・住職）と一緒によく通っていた。敗戦直後の赤坂界隈には、進駐軍相手の娼婦宿があった。その名残が色濃い地に、さまざまな若い芸術家たちが集まっていた。その中には、河原温、荒川修作、黒木不具人、藤原有司男、池田龍雄、金森馨ら、前衛意識の強い若い画家たちや、フランス文学の栗田勇、美術評論家のヨシダ・ヨシエ、奈良原一高などもいた。今井は彼らと交流することにより、前衛的な新分野の創造に惹かれていったようだ。現代舞台芸術協会の設立は、その時から培ってきた意欲を具体的に表した行動だった。
- 1956年（昭和31年）、23歳。『シジフォスの神話』（坂口智恵舞踊団）の舞踊音楽を作曲。
- 1957年（昭和32年）、24歳。『Unicorn（一角獣）』（大野一雄、花柳照奈）の舞踊音楽を作曲。『雪の夜に猫を捨てる』（ヨネヤマ・ママコ）の舞踊音楽を作曲。
- 1958年（昭和33年）、25歳。『埴輪の舞』（堤世王己、土方巽）の企画・プロデュース、舞踊音楽を作曲。アイヌ神話から構想した『ハンチキキ』（現代舞台芸術協会）の企画・構成・演出・プロデュース。(作曲：原田甫、出演：ヨネヤマママコ、土方巽、大野一雄）
- 1959年（昭和34年）、26歳。『Topeng（仮面）』（現代舞台芸術協会）の舞踊音楽を作曲。
- 1960年（昭和35年）、27歳。『Nepenthes（ネペンテス）』（三条万里子&青年バレエ団）の企画・構成・演出。『Quatre Chistoux（結晶体）』（現代舞台芸術協会）の舞踊音楽を作曲。『式典舞楽』（三条万里子バレエ団）の舞踊音楽を作曲。
- 1962年（昭和37年）、29歳。『Three Phases from ZEN（禅に基く三章）』（三条万里子バレエ団）の舞踊音楽を作曲。『二十世紀哀歌（5部作）』（簱野恵美舞踊団）の舞踊音楽を作曲。
- 1963年（昭和38年）、30歳。『第五次元（4部作）』（旗野恵美舞踊団）の舞踊音楽を作曲。
- 1964年（昭和39年）、31歳。約1年間にわたるニューヨーク修行を終え帰国。さっそく劇団アルス・ノーヴァを立ち上げて座長に就任し、同劇団のみならず、東京芸術座、劇団青俳、劇団人間座、ソシエテ・デ・ザール、劇団薔薇座、文学座などが公演する演劇の劇音楽を精力的に書いていく。同年、演出家・まんじ敏幸として『Der Prozess（審判）』（劇団アルス・ノーヴァ / フランツ・カフカ原作）、『授業』（劇団アルス・ノーヴァ / ウジェーヌ・イヨネスコ原作）の日本初演を手がける。
- 1964年（昭和39年）、31歳。『三つの断章』（三条万里子バレエ団）の舞踊音楽を作曲。『La Carenture（ラ・カランチュール）』（三条万里子バレエ団）の舞踊音楽を作曲。『Les Negres（レ・ネグル）』（三条万里子バレエ団）の舞踊音楽を作曲。
- 1965年（昭和40年）、32歳。『新アラビアン・ナイト』（劇団こまどり・バレエ部）の舞踊音楽を作曲。『挽歌』（バレエグループ「フェニックス」）の舞踊音楽を作曲。
- 1968年（昭和43年）、35歳。『恋は魔術師』（ラファエル・デ・コルドパ舞踊団）の舞踊音楽を編曲・指揮、構成・演出。
- 1969年（昭和44年）、36歳。さまざまな分野の前衛アングラ芸術の発信地として、その後伝説となった「渋谷ジァン・ジァン」の創設に関わる。のちに「渋谷ジァン・ジァン」の社長となる高嶋進が劇団アルス・ノーヴァの演劇公演を観に来た際、今井は彼にさまざまなアドバイスをした。それに大いに共鳴した高嶋は、アングラ活動の拠点としての「渋谷ジァン・ジァン」を作ったとされる。
- 1970年（昭和45年）、37歳。『狐化弧狐』（江川明とバレエ・バロン）の舞踊音楽を作曲。
- 1974年（昭和49年）、41歳。『ピノッキアーナの変容』（辻美紀バレエ団）の舞踊音楽を作曲。
- 1980年（昭和55年）、47歳。『娘道成寺』（長嶺ヤス子 / 芸術祭大賞受賞）を企画・プロデュース。
- 1981年（昭和56年）、48歳。『サロメ』（長嶺ヤス子、ホセ・ミゲル）を企画・プロデュース。
- 1982年（昭和57年）、49歳。『“Carmen”二幕』（長嶺ヤス子、ホセ・ミゲル）の演出、音楽を作曲。
- 1983年（昭和58年）、50歳。『曼陀羅』（長嶺ヤス子 / 芸術祭優秀賞受賞）を企画・プロデュース。

### フラメンコ、スペイン舞踊作品での仕事
今井はフラメンコやスペイン舞踊の分野でも大きな足跡を残した。ソシエテ・デ・ザール人脈により、今井と面識があった女優の小松原庸子が本格的にスペイン舞踊への道を踏み出した際、彼女の公演の演出と音楽を引き受けたのがその第一歩となった。今井は小松原の活動の拠点としてスタジオ・アルス・ノーヴァを無償で提供するなど「小松原庸子スペイン舞踊団」創設に助力した。さらに小松原のソル・デ・エスパーニャによる『真夏の夜のフラメンコ』シリーズの企画、スペイン人アーティストの招聘、定期公演の開催などについても全面的に支援した。
- 1965年（昭和40年）、32歳。『Tota de Taca』（小松原庸子舞踊団 / 第1回リサイタル）の企画・演出・作曲・音楽監督をする。
- 1966年（昭和41年）、33歳。『第2回小松原庸子スペイン舞踊リサイタル』の構成・演出と作曲をする。
- 1967年（昭和42年）、34歳。『Alma de Gitana』（小松原庸子&ソル・デ・エスパーニャ舞踊団）の音楽を作曲。『Recital de Flamenco』（小松原庸子スペイン舞踊団）の構成・演出と作曲をする。
- 1969年（昭和44年）、36歳。『Boda de Sangre（血の婚礼）』（小松原庸子とE・モンテロ&ソル・デ・エスパーニャスペイン舞踊団）の作曲をする。
- 1970年（昭和45年）、37歳。『Siguiriya Simfonica（シギリヤ・シンフォニカ）』（小松原庸子とE・モンテロ&ソル・デ・エスパーニャスペイン舞踊団）の作曲をする。
- 1971年（昭和46年）、38歳。『Introduction（序章）』（パトロ・ソト&小松原庸子スペイン舞踊団）の作曲をする。『Noche Verano de Flamenco（真夏の夜のフラメンコ）』（エンリケ・エレディア＆小松原庸子スペイン舞踊団の）の作曲をする。
- 1972年（昭和47年）、39歳。『Duende（F.G.ロルカによる「ドェエンデ」）』（小松原庸子スペイン舞踊団）の作曲をする。
- 1981年（昭和56年）、48歳。『広島―無の哀しみから』（島みち子スペイン舞踊団）の構成・演出と作曲をする。
- 1993年（平成5年）、60歳。『Metamorphose Flamenco（メタモルフォーゼ・フラメンコ）』（ルイス・モンテロ&山田惠子スペイン舞踊団 / 河上鈴子賞受賞作）の構成・演出と作曲をする。
- 1997年（平成9年）、64歳。『Salome de Bruja en Granada（グラナダの妖女サロメ）』（花岡陽子スペイン舞踊リサイタル / 新星日本交響楽団）の音楽を作曲。
- 2003年（平成15年）、70歳。『ソロンゴ・ヒターノの変容』（山田惠子スペイン舞踊団 / オーケストラ・ニッポニカ）の音楽を作曲。
- 2005年（平成18年）、73歳。日本フラメンコ協会設立15周年記念では、『Fiesta de Rosa y Cereza（バラと桜と祝祭）』の公演で、構成・台本・音楽・総合演出を担当。「ソレアによる前奏曲」、「モーロ風舞曲」、「古代的舞曲」（Villa di Musica室内管弦楽団）の3曲を作曲。

### 映画作品での仕事
今井が映画音楽の分野で健筆を振るったのは、いわゆる劇映画ではなく、主にドキュメンタリー映画の分野である。特に1984年（昭和59年）、劇団アルス・ノーヴァの演技部出身のドキュメンタリー映画作家・前田憲二が監督した『沖縄戦の図・命(ぬち)どう宝（丸木位里・俊の記録）』（前田プロモーション）、さらにビルバオ映画祭特別賞を受賞した『土佐の泥絵師「繪金」』（1984／前田プロモーション）の音楽を担当して以来、前田作品に今井の音楽は欠かせないものとなる。なぜ劇映画ではなくドキュメンタリー映画に惹かれたか、については、後年「特に劇映画を避けていたわけでなく、演劇や舞台の仕事で忙しかったので時間がなかった。その点ドキュメンタリー映画は1年に1本ぐらいだし、また、知り合いからのたっての依頼だったので断れなかった」と語っている。
今井の映画音楽の初期作品としては『肌が知っている』、『佐久間』、『愛は惜しみなく』、『生き抜く』、『東京消失』などがある。以下は、映画音楽分野の代表的な作品群である。
- 1984年（昭和59年）、51歳。『沖縄戦の図・命(ぬち)どう宝（丸木位里・俊の記録）』（前田憲二監督 / 前田プロモーション）、『土佐の泥絵師「繪金」』（前田憲二監督 / 前田プロモーション）
- 1986年（昭和61年）、53歳。『トリ・ムシ・サカナの子守歌』（亀井文夫監督 / 亀井文夫プロダクション）
- 1988年（昭和63年）、55歳。『神々の履歴書』（前田憲二監督 / 「神々の履歴書製作委員会）
- 1991年（平成3年）、58歳。『人間よ傲るなかれ〜映画監督亀井文夫の世界〜』（手塚陽監督 / 手塚プロ＝日本ドキュメントフィルム）
- 1995年（平成7年）、62歳。『恨(ハン)・芸能曼荼羅』（前田憲二監督 / 映像ハヌル）
- 2001年（平成13年）、68歳。『百萬人の身世打(しんせたり)鈴(よん)-朝鮮人強制連行・強制労働の恨-』（前田憲二監督 / 映像ハヌル）
- 2008年（平成20年）、75歳。『原色に白を求める画家・呉炳学の宇宙』（前田憲二監督 / NPOハヌル・ハウス）

### 純音楽作品での仕事
以上のような多様なジャンルでの創作活動と並行して、今井は純音楽の作曲も行なっていた。しかし、それらを旺盛に発表するのは、1990年代以降となる。「純音楽の作曲に際しては『その時々の現代音楽の流行に左右されずに創作する』という姿勢で臨んでいた」とは今井の弁である。今井の曲想、主題にはさまざまな特徴が見出されるが、通奏低音のように一貫しているのは、冒頭に記したように、自らの思想あるいは信念に基づいた、独自の音楽的美学の追求という点である。特に1990年代に入ってからは、いわゆる“シギリヤ”（フラメンコのリズム形態の一つ。古代インドの舞踊様式がヨーロッパに伝播し、フラメンコの音型に発展していったとされている）の多用が顕著となる。今井は“シギリヤ”のリズムをこよなく愛し、こだわり続けている。その魅力について、「フラメンコの歴史や民族性を強く表すリズム形態であり、また東洋と西洋の混血性に惹かれたから」と述べている。
- 1992年（平成4年）、59歳。『ギターとオーケストラの為の協奏的変容「シギリヤ・ヒターナ」』を作曲。
- 1993年（平成5年）、60歳。『横笛と箏合奏の為の「仮面舞」第2番』、『メタモルフォーゼ・フラメンコ』を作曲。
- 1994年（平成6年）、61歳。『ギター合奏の為の「シギリヤの変容」』、『ギター合奏の為の「長楽寺幻想」』、『箏合奏の為の青峰悠映』を作曲。
- 1995年（平成7年）、62歳。『打楽器群と吹奏楽の為の協奏的変容「沖縄」』、『恨(ハン)・芸能曼荼羅』を作曲。
- 1996年（平成8年）、63歳。『邦楽器群の為の協奏的変容「傀儡曼荼羅」』を作曲。
- 1997年（平成9年）、64歳。『チェンバロ〈又はピアノ〉と弦楽四重奏の為の「仮面の舞」』を作曲。
- 1998年（平成10年）、65歳。『日本古謡に基づく三つの協奏的変容』、『箏合奏の為の「南部・2つの詩的断章」』を作曲。
- 1999年（平成11年）、66歳。『邦楽合奏の為の「斜箭提陽・悠久の舞」』を作曲。
- 2002年（平成14年）、69歳。『オーケストラの為の「悠久の舞」』を作曲。
- 2003年（平成15年）、70歳。『二十絃箏とオーケストラの為の協奏的変容「シギリヤ・ヒターナ」』、『「百萬人の身世打(しんせたり)鈴(よん)」より三つの情景』、『マリンバとパーカッションとオーケストラの為の協奏的変容「沖縄」』を作曲。この年（2003年）の春、今井自身の企画・構成・演出、並びに音楽構成による回顧展コンサート『大響演・春の祭典—今井重幸音楽作品（まんじ敏幸舞台作品）回顧展』が東京文化会館大ホールで盛大に開催された。会場にはさまざまな芸術分野からの旧友・盟友・関係者が多数集まり、今井はつめかけた満員の聴衆からの万雷の拍手を浴びた。
- 2009年（平成21年）、76歳。『La Nouvelle Chanson de IMAI SHIGUEYUKI I』、『フルート、ファゴット、エレクトーンの為の「青峰悠映」-序奏と田園舞-』（1989年版の改訂初演）、『La Nouvelle Chanson de IMAI SHIGUEYUKI II』を作曲。
- 2010年（平成22年）、77歳。『室内楽の為の組曲「神々の履歴書」』（1988年版の改訂初演）、『ギター独奏、ピアノ、打楽器の為の協奏的変容「シギリヤ・ヒターナ」』（1992年版の改訂初演）を作曲。
- 2013年（平成25年）、80歳。『マリムバ・打楽器とピアノのための伊福部昭・讃「狂想的変容」第2番』を作曲。

### デザイン・設計作品
今井は、そのジャンルを超えた芸術表現と豊富な人脈から空間デザイン、ホール設計の仕事もしている。
- 1968年（35歳） - Flamenco Hall（ 福岡県大牟田 三井グリーンランド）
- 1971年（38歳） - レストランIberia（ 東京都渋谷区 西村ビル地下）
- 1973年（40歳） - ad-hoc7（東京都新宿区 後楽園ad-hocビル）

### 晩年の活動
器楽作品を中心に創作活動を続け、心を寄せる“シギリヤ”を主題に採った室内楽曲やギター曲の作曲・改訂に積極的に取り組んだ。2009年（平成21年）には、伊福部昭作曲『プロメテの火』を今井が『オーケストラの為の交響的舞踊組曲「プロメテの火」』として編曲した。同作品は、伊福部が1950年（昭和25年）に江口隆哉・宮操子舞踊団のために書き下ろした舞踊音楽で、若き日の今井は『プロメテの火』を公演初日に観覧し、そのあまりの衝撃と感動に翌日も劇場に足を運んだ。「『春の祭典』、『イオニゼーション』、『プロメテの火』。これらとの出会いがなかったら今の自分はいない」と今井は語る。『プロメテの火』のスコアは長らく所在不明となっていて、現在では“幻の伊福部バレエ曲”といわれている。それが最近になって、全国巡演用のピアノ四手版のスコアとデッサンのみが発見され、このわずかな手がかりを基に今井が二管編成の管弦楽作品に仕立てたという。今井の師への、また『プロメテの火』へ馳せる想いが充溢する仕上がりとなった。また、2011年の3月と8月に日本カスタネット協会創立10周年記念事業としてイベントが開催されるが、そこで日本カスタネット協会会長・真貝裕司（札幌交響楽団・第一打楽器奏者。2011年に定年退職）からの委嘱による『カスタネット・コンチェルト「Fandangosの変容」』が初演された。
2014年1月4日に食道がんのため他界。この日は81歳の誕生日であった。

## 伊福部昭との師弟関係
師・伊福部昭とは常に深い交流を続けていたという。単に音楽に関わる理論や精神だけでなく、 老子の哲学まで、全人間的な幅広い示唆を受けた、と本人は語る。盟友・池野成を始め、芥川也寸志、黛敏郎、矢代秋雄、小杉太一郎、山内正、松村禎三、眞鍋理一郎、三木稔、原田甫、永富正之、石井眞木ら伊福部の愛弟子たちとともに、師の創作活動への献身的サポートも行なったようだ。講義や机上ではなく、実際に師の創作過程、作曲行為に直接関わることで、「音楽とは何か」、「音楽を創る意味とは何か」、「己の志向に則った響きをどう導き出すのか」、といった、音楽家としての創作姿勢のすべてを伊福部から学んだ、と述べる。
このような伊福部昭の教えを最初期に受けた者たちの集まりを、通称“伊福部昭・古弟子会（ふるでしかい）”と称する。一方、彼らより20年以上後に弟子となった、永瀬博彦、甲田潤、和田薫、石丸基司、今井聡らは、“伊福部昭・新弟子会（しんでしかい）”と呼ばれている。新弟子会の面々は、晩年の伊福部が東京音楽大学時代に師弟関係を結んだ音楽家が中心となっている。ただし、これらはいずれも正式に組織化されているわけではなく、あくまで関係者の間での通称である。伊福部自身も、特にそうした枠組みは意識していなかったようだ。
前出の純音楽での活動の項でも記したが、2002年（平成14年）、伊福部昭の米寿を祝う演奏会で、師に献呈する『オーケストラの為の「悠久の舞」』を作曲し、自身の指揮、新交響楽団の演奏によって発表した。同作品は、偉大なる師に対する弟子・今井の敬意が込められた、新たな代表作となった。
“古弟子会”のまとめ役（幹事長的な役割）を担ってきたという関係から、伊福部昭に関連する種々の企画に監修役的立場として参加した。世界的名著として評価の高い伊福部昭著『管絃楽法』上下巻の改定復刻版（『定本 管絃楽法』 / 2008年、音楽之友社）の刊行に際しては、編集・制作委員長を務めた。

## 教職・参加団体等
- 1974年（昭和49年） - 2003年（平成15年）：東京造形大学造形学部舞台藝術専攻講師
- 1983年（昭和58年） - 1988年（昭和63年）：日本大学生産工学部建築工学科講師
- 創立時 - 2011年現在：日本フラメンコ協会理事
- 1955年（昭和30年） - 2011年現在：現代舞台芸術協会理事長
- 2011年現在：(社)日本作曲家協議会会員
- 2011年現在：国際ピアノデュオ協会会員（作曲）
- 2011年より、伊福部昭生誕99年、100年コンサート実行委員会実行委員長。
- 2013年より、伊福部昭生誕100年コンサート実行委員会（伊福部昭百年紀）実行委員長。

## エピソード
ラスプーチン
伊福部門下生の初期、今井は伊福部から“怪僧ラスプーチン”という仇名がつけられていた。命名の由来は、堂々たる風貌と優しくて丁寧な物腰でありながら、何を考えているかわからないたたずまいから、だそうで、盟友・松村禎三は「夜な夜な酒を飲み、ときどき釘の折れ曲がったような独特の書体で五線譜に音符を書く」と、当時の今井の様子を振り返っている。
仲間たち
伊福部門下生はお互いの仕事をよく手伝い合った。「（今井が）テレビ番組につける音楽数十曲を一晩で書き上げなくてはならなくなったとき、5、6人の仲間たちが今井の仕事場に集まったりした」と三木稔が語っている。
美女たち
「伊福部門下生が一堂に集まる、伊福部邸での新年会では、（今井は）毎年美女を同伴してやって来ていた。それも1年か2年おきにその美女は別人になった」と眞鍋理一郎が述懐している。
酒好き紳士
石井眞木は「（今井は）見かけはおとなしい紳士ですが、実は、酒が強くアクも強い」と述べている。
ちなみに、左党は今なお変わらず（2011年現在）、ビールをチェイサーにしながら日本酒をあおり続ける、という酒仙ぶりである。
酒と太宰と芸術論
1948年（昭和23年）、今井は15歳のとき、太宰治と酒席を囲み、芸術論をぶつけあったことがあったという。高校時代の今井は文学にも深い興味を示し、特に傾倒していたのが太宰治だった。当時、作曲家として多少の収入を得ていたことからさまざまな酒場に出入りしている最中、その太宰と酒を酌み交わす機会を得た。しかし、太宰に心酔している旨を告げると、当の本人から「お前のような若造に俺の芸術がわかるか!」と一喝され、果敢にも文豪相手に激烈な芸術論を戦わせることとなったという。その時、太宰に今井を紹介し、熱き芸術論の間に入っていたのが井伏鱒二だった、とも。このときの出来事は今井にとり、忘れえぬ生涯の思い出となった。
土方巽と舞踏
今井の証言によれば、土方巽（本名は米山九日生 / 1968年から元藤姓に改名）は1956年（昭和31年）頃、現代舞台芸術協会の総合舞台芸術運動に興味を持って今井を訪ねてきた、という。これが両者の出会いとなった。米山は今井を慕い、彼のところに約2年間居候した。その間、米山は今井からアヴァンギャルドの思想を学んだ。
今井の回想によれば、のちに暗黒舞踏家の第一人者として世界に知られていくことになる“土方巽（ひじかたたつみ）”という名と“舞踏（BUTOH）”という芸術形態の呼称は、この時期に今井が命名したものであるという。舞踏という呼び名は「前衛舞踊という通り一遍の名称は古臭い、それとは違う、さらに革新的なものを自分は舞踊で求めている、だからそれに合った斬新な呼び名を考えてほしい」との土方の依頼に応え、今井が考案した。土方はこの新ジャンルを足場に、さらに己の芸術性を追究し、やがて“暗黒舞踏”という巨大な翼と共に世界に飛翔していく。
パントマイム
ヨネヤマ・ママコとは、彼女が東京教育大学（現・筑波大学）の体育学部舞踊専攻の1年生のとき、二瓶博子リサイタルの手伝いに来ていたときに知り合った、と今井は語っている。その後、今井は彼女を現代舞台芸術協会に招き5年間指導する一方、ダンス・マイムというジャンル名を考案してデビューに導いた。ヨネヤマはNHK『私はパック』で日本のテレビ草創期のタレントとして成功を収めたのみならず、日本におけるパントマイマーの草分け的舞踊家として大成していった。
モダン・ダンス
1958年（昭和33年）、現代舞台芸術協会の旗揚げ公演の出演者として三条万里子が参加してきた。彼女の奥深い才能と情熱に共鳴した今井は、アメリカでモダン・ダンスを学ぶべく勧めたという。三条は1966年（昭和41年）フルブライト奨学金を得て渡米し、ダンサーとしての地歩を固めると、ニューヨークと東京を拠点に活動を開始。1968年（昭和43年）の芸術祭奨励賞、音楽新聞新人賞受賞を始め、国内外で高い評価を得て、世界的モダン・ダンサーとして活躍する。
スペイン舞踊
小松原庸子は常磐津の師匠を父に持つ芸能一家に生まれ、幼い頃から日本舞踊やクラシック・バレエを学んでいた。長じてからは 俳優座を経て、劇団三期会の制作部に所属し、舞台芸術づくりの全てを実地で経験・研究していた。その頃、今井は文化放送で連続ラジオドラマ『ボロ切れ王子』（飯沢匡原作）の劇音楽を1年間担当。小松原は劇団制作の連絡係として、同作の脱稿直後の台本を今井宅まで毎週届けに来ていたという。
1959年（昭和34年）、ピラール・ロペスの来日公演を観てフラメンコに強い衝撃を受けた小松原は、一念発起スペインへ留学。その帰国後から今井が舞台や音楽のアドバイスをするようになった。前述の「1965年（昭和40年）の第1回リサイタル以降、彼女が日本の代表的なスペイン舞踊家になるまで協力を惜しまなかった」とは今井の弁による。
小松原はその後も自らの芸術表現の確立に邁進し、スペインを始めアメリカ、南米など世界各国で活躍。1983年（昭和58年）に芸術祭舞踊部門大賞、1989年（昭和64年／平成元年）には、本場スペインのアンダルシア文化協会から「ジェラルド・ブレナン賞」が贈られ、1996年（平成8年）の紫綬褒章授与に至る。
長嶺ヤス子との邂逅
1963年（昭和38年）、今井は『世界の裏窓（裏から見た世界旅行）の取材でスペインのマドリードを訪れた際、留学中の長嶺ヤス子と出会っている。長嶺が、約3年間にわたるパコ・レイエスの厳しいフラメンコ指導を経て免許皆伝を受けながらもプロ・デビューできず苦悶していた頃である（当時のスペイン人の間では「フラメンコはスペイン人もしくはジプシーが踊るもの」という暗黙の共通認識があったため）。しかし、長嶺はその逆境を跳ね返しフラメンコ・ダンサーとして本場デビューを果たして大成功を収め、やがて全ての既成概念から抜け出た独自の舞踊芸術を築き上げていく。
1980年（昭和55年）、今井は長嶺の『娘道成寺』の企画・プロデュースを担った。同作は、女の情念が凝縮された「道成寺もの（物語として『今昔物語』で広く知られ、能や歌舞伎などで上演されてきた典型的な日本の古典）」を題材に、長嶺のジャンルを超越した鬼気迫る踊りと長唄・三味線などの邦楽器を組み合わせた斬新な構成が高く評価され、その年の芸術祭大賞を受賞したほか、ニューヨーク・リンカーンセンターでの公演も行われた。これ以降、長嶺は1984年（昭和59年）の『曼陀羅』（ニューヨーク・カーネギーホール）、1993年（平成5年）の『卒塔婆小町』（ニューヨーク・エクイタブルシアター）などの大公演を次々と成功させ、世界的な舞踊芸術家として2002年（平成14年）紫綬褒章を授章する。

## 主要作品一覧

### テレビ音楽作品
- 蜘蛛の糸（芥川龍之介原作 / NHK / 1953年）
- 杜子春（芥川龍之介原作 / NHK / 1953年）
- 平原の曙（NHK / 1954年）
- 山寺の和尚さん（江上フジ原作 / 日本テレビ / 1954年）
- ビルマの竪琴（竹山道雄原作 / NHK / 1955年 / 芸術祭参加作品）
- 宝島（スティーブンソン原作 / NHK / 1955年）
- アラジンと不思議なランプ（アラビアン・ナイト / NHK / 1956年）
- 走れメロス（太宰治原作 / NHK / 1956年 / 芸術祭参加作品）
- ピノキオ（カルロ・コッローディ原作 / NHK / 1957年）
- ドキュメンタリー・シリーズ「世界の裏窓（裏から見た世界旅行）」（TBS / 1963年）

### 演劇音楽作品
- 文法（ウージェーヌ・ラビッシュ原作 / 1949年）
- オペラ「碧い湖」（新津道夫原作 / 1950年）
- 竹姫（1幕3景）（川村清原作 / 1951年）
- メデェ（ジャン・アヌイ原作 / 1952年）
- 未知なるもの（梅田晴夫原作 / 1952年）
- 埴輪（山川方夫原作 / 1952年）
- お猿電車のはなし（江田和雄原作 / 1952年）
- コルニーユの風車（アルフォンス・ドーデ原作 / 1955年）
- 美しい庭を持った大男の話（オスカー・ワイルド原作 / 1956年）
- 野火（村山知義原作 / 1957年）
- コダマの失くなる時（江田和雄原作 / 1958年）
- 日本の幽霊（古島一雄原作 / 1959年）
- 沈める都（川村清原作 / 1960年）
- 抛物線（江田和雄原作 / 1961年）
- かんだたと言う名の仮面（江田和雄原作 / 1961年）
- スパイが死ぬ時（岩間芳樹原作 / 1962年）
- 人間そっくり（安部公房原作 / 1962年）
- Der Prozess（審判）（フランツ・カフカ原作 / 1963年）
- La leçon（授業）（ウジェーヌ・イヨネスコ原作 / 1964年）
- 怒りをもって振り返れ（J・オズボーン原作 / 1965年）
- マスグレーブ軍曹の踊り（J・アーデン原作 / 1966年）
- バッカス（ジャン・コクトー原作 / 1966年）
- オルフェ（ジャン・コクトー原作 / 1966年）
- ルノーとアルミード（ジャン・コクトー原作 / 1967年）
- 八月の狩（井上光晴原作 / 1968年）
- ブルタニキュス（ジャン・ラシーヌ原作 / 1969年）
- ペスト伝説「戒厳令」（アルベール・カミュ原作 / 1973年）
- ストリーマーズ（D・レイブ原作 / 1979年）
- 野性の女（ジャン・アヌイ原作 / 1998年）
- オルフェとユリディス（ジャン・アヌイ原作 / 1998年）
- 奇妙な消失（ギヨーム・アポリネール原作、紀光郎詩的構成 / 2009年）

### 企画・プロデュース作品
- 現代舞台芸術協会発足記念公演（1958年）
- 現代舞台芸術協会第一回公演（1959年）
- 三条万里子渡米記念公演（1962年）
- ソル・デ・エスパーニャ舞踊団公演（1970年 - 1972年）
- 長嶺ヤス子の「娘道成寺」（1980年 / 芸術祭大賞受賞作品）
- 「サロメ」公演（1981年）
- 「カルメン」公演（1982年）
- 長嶺ヤス子の「曼陀羅」（1983年 / 芸術祭優秀賞受賞作品）

### 舞踊音楽作品
- 水映（1952年）
- Dance Triptique“Bactèries”（「細菌」三章）（1952年）
- 独楽（1954年）
- Ballet“Pinocchio”（ピノキオ）（1954年）
- Modern Dance「蜘蛛の糸」（1954年）
- Dance Suite“Oedipus”（オイディプス）（1955年）
- シジフォスの神話（1956年）
- 風の埴輪（1956年）
- Unicorn（一角獣）（1957年）
- 雪の夜に猫を捨てる（1957年）
- 埴輪の舞（1958年）
- Topeng（仮面）（1959年）
- 式典舞楽（1960年）
- Nepenthes（ネペンテス）（1960年）
- Quatre Chistoux（結晶体）（1960年）
- 日本の歌（1960年）
- 二十世紀哀歌（5部作）（1962年）
- かんだたと云う名の仮面（1962年）
- Three Phases from ZEN（禅に基く三章）（1962年）
- 第五次元〈4部作〉（1963年）
- 三つの断章（1964年）
- La Carenture（ラ・カランチュール）（1964年）
- Les Negres（レ・ネグル）（1964年）
- 新アラビアン・ナイト（1965年）
- Tota de Taca（1965年）
- 挽歌（1965年）
- Alma de Gitana（1967年）
- Recital de Flamenco（1967年）
- 恋は魔術師（1968年）
- Boda de Sangre（血の婚礼）（1969年）
- Siguiriya Simfonica（シギリヤ・シンフォニカ）（1970年）
- 狐化孤狐（1970年）
- Noche Verano de Flamenco（真夏の夜のフラメンコ）（1971年）
- Introduccion（1971年）
- Duende（1972年）
- ピノッキアーナの変容（1974年）
- 広島-無の哀しみから（1981年）
- スペインの三連画（1981年）
- “Carmen”二幕（1982年）
- 魔曲-危険な男の蘇生-（1987年）
- 雪女（1989年）
- Metamorphose Flamenco（メタモルフォーゼ・フラメンコ）（1993年）
- Salome de Bruja en Granada（グラナダの妖女サロメ）（1997年）
- 組曲「神々の履歴書」より「漁火」（2003年）
- ソロンゴ・ヒターノの変容（2003年）
- ソレア調の前奏曲（2006年）
- モーロ風舞曲（2006年）
- 古代的舞曲（2006年）
- 巫女舞（2006年）

### 映画音楽作品
- 肌が知っている（新幸プロ / 1966年）
- ドキュメント「佐久間」（日映新社 / 製作年不明）
- 愛は惜しみなく（東映 / 製作年不明）
- 生き抜く（桜映画社 / 製作年不明）
- 北風と太陽（学研映画社 / 製作年不明）
- 東京消失（日本綜合映画社 / 製作年不明）
- 天と海の戦場（日本綜合映画社 / 製作年不明）
- “Carmen de Yasuko Nagamine”（ポリドール / 1983年）
- 沖縄戦の図・命(ぬち)どう宝（丸木位里・俊の記録）（前田プロモーション / 1984年）
- 土佐の泥絵師「繪金」（前田プロモーション / 1986年 / ビルバオ映画祭特別賞受賞）
- トリ・ムシ・サカナの子守歌（亀井文夫プロダクション / 1987年）
- 神々の履歴書（神々の履歴書製作委員会 / 1988年）
- 人間よ傲るなかれ〜映画監督亀井文夫の世界〜（手塚プロ＝日本ドキュメントフィルム / 1991年）
- 恨(ハン)・芸能曼荼羅（映像ハヌル / 1995年）
- 燃えろ青春（笠原プロ / 1998年）
- 百萬人の身世打鈴 -朝鮮人強制連行・強制労働の恨-（映像ハヌル / 2001年）
- 原色に白を求める画家・呉炳学の宇宙（NPOハヌル・ハウス / 2008年）

### ビデオ作品
- CARMEN-de Yasuko Nagamine（1983年）

### 純音楽作品
- チェロ・ソナタ（1949年）
- 交響詩「狂人の幻影」（1950年）
- 狂想的変容（1984年）
- 交響組曲「新天地」（1988年）
- 組曲「神々の履歴書」（1988年）
- 二十絃箏とヴィオラのための「農楽舞」（1988年）
- 2台のピアノのための「仮面舞」（1989年）
- オーケストラのための「狂想的変容」（1991年）
- 吹奏楽のための「シギリヤ・ヒターナの変容」（スペイン紀行第一番）（1992年）
- 吹奏楽のための「ファンダンゴスの変容」（スペイン紀行第二番）（1992年）
- ギター、ピアノと打楽器のための協奏的変容「シギリヤ・ヒターナ」（1992年）
- フリュート、チェロとチェンバロのための「小さなロマンス」第一番（1992年）
- フリュート、チェロとチェンバロのための「小さなロマンス」第二番（1992年）
- 吹奏楽のための「ソロンゴ・ヒターノの変容」（スペイン紀行第三番）（1992年）
- 横笛と箏合奏のための「シギリヤの変容」（1993年）
- メタモルフォーゼ・フラメンコ（1993年）
- ギター合奏のための「シギリヤの変容」（1994年）
- ギター合奏のための「長楽寺幻想」（1994年）
- 打楽器群と吹奏楽のための協奏的変容「沖縄」（1995年）
- オーケストラのための組曲「恨(ハン)・芸能曼荼羅」（1995年）
- 邦楽器群のための協奏的変容「傀儡曼荼羅」（1996年）
- チェンバロ〈又はピアノ〉と弦楽四重奏のための「仮面の舞」（1997年）
- 日本古謡に基づく三つの協奏的変容（1998年）
- 邦楽合奏のための「斜箭提陽・悠久の舞」（1999年）
- オーケストラのための「悠久の舞」（2002年）
- 二十絃箏とオーケストラのための協奏的変容「シギリヤ・ヒターナ」（2003年）
- 「百萬人の身世打(しんせたり)鈴(よん)」より三つの情景（2003年）
- マリンバとパーカッションとオーケストラのための協奏的変容「沖縄」（2003年）
- 呉 炳学の宇宙（2005年）
- 長楽寺 千弐百年讃頌（2005年）
- ソレアによる前奏曲（2006年）
- 古代的舞曲（2006年）
- モーロ風舞曲（2006年）
- オーケストラのための「陪臚」（2006年）
- コーラスと邦楽器とチャングのための「巫女舞」（2007年）
- オーケストラのための「讃歌」（2007年）
- オーケストラのための「仮面の舞・第五番」（2007年）
- 室内楽のためのギヨーム・アポリネールに拠る「マリー」（2008年）
- 室内楽のためのM・ローランサンに拠る「鎮痛剤」（2008年）
- La Nouvelle Chanson de IMAI SHIGUEYUKI I（2008年）
- フルート、ファゴット、エレクトーンのための「青峰悠映」-序奏と田園舞-（1989年版の改訂 / 2009年）
- La Nouvelle Chanson de IMAI SHIGUEYUKI II（2009年）
- 室内アンサンブルのための組曲「時は静かに過ぎる」（2009年）
- テルミンとハープ（又はピアノ）のための「小さなロマンス第二番」（2010年）
- 室内楽のための組曲「神々の履歴書」』（1988年版の改訂 / 2010年）
- ギター独奏、ピアノ、打楽器のための協奏的変容「シギリヤ・ヒターナ」』（1992年版の改訂 / 2010年）
- モイルの海鳴り（2012年）

### 歌曲
- 季節は巡る（宮薗洋子作詞 / 作曲年不明）
- 哀しみの海の滄さ（山本雅臣作詞 / 作曲年不明）
- セ・フィニ・ダムール（宮薗洋子作詞 / 作曲年不明）
- 悲しみのピエロ（野田優作詞 / 作曲年不明）
- 水色の風車（北里堅作詞 / 作曲年不明）
- キスしてモン・シェリー（沙木実里作詞 / 作曲年不明）
- 組曲「神々の履歴書」より「渡来の唄」（前田憲二作詞 / 1988年）
- 風はつぶやく（長嶋義之作詞 / 1995年）
- 鎮静剤（マリー・ローランサン作詞、堀口大學訳詞 / 1996年）
- いつものコーヒー・ラウンジ（宮薗洋子作詞 / 1996年）
- ホンキー・トーク・ウーマン（中安昇作詞 / 1996年）
- ピノッキアーナ（まんじ敏幸作詞 / 1996年）
- 野性の女（ジャン・アヌイ作詞 / 1998年）
- 燃えろ青春（笠原和郎作詞 / 1998年）
- 「メルシー! プール ブゥー」そして旅立ち（作詞者不明 / 2000年）
- 「草迷宮」のイメージに拠る詩的断章（まんじ敏幸作詞 / 2003年）
- 私の胸の夕ぞらに（吉田定一作詞 / 2005年）
- マリー（ギヨーム・アポリネール作詞、堀口大學訳詞 / 2008年）

### 論文
- フラメンコ舞踊-その概容と魅力について（1973年）
- 舞台学概論〈序章〉舞台空間デザインへのアプローチ（1984年）
- 舞台学概論〈第一章〉舞台・劇場に於ける構成要素（1985年）